# Under My Thumb
"Under My Thumb" är en låt av gruppen The Rolling Stones från 1966, komponerad av Mick Jagger och Keith Richards. Låtens text är en kommentar till en sexuell maktkamp där rollerna har bytts. En kvinna som tidigare varit dominerande och överlägsen mot sångaren har nu hamnat i sångarens tidigare underlägsna position, vilket triumferas över. Musikaliskt är låten notabel för att den innehåller marimbaspel av Brian Jones, och fuzzbas av Bill Wyman. Låten var med på albumet Aftermath som släpptes i Storbritannien den 15 april och i USA den 20 juni 1966.
The Who spelade in en cover av denna låt som släpptes som singel tillsammans med "The Last Time" 1967. Avsikten var att samla in borgen till Mick Jagger och Keith Richards som häktats efter en drogräd, men då singeln lanserades hade båda redan blivit frisläppta.
Det var medan bandet framförde denna sång under spelningen på Altamont Free Concert 1969 som Meredith Hunter dödades av Hells Angels-medlemmen Alan Passaro. Ibland anges felaktigt att det var "Sympathy for the Devil" som spelades.
Låten är en av Rolling Stones mest välkända 1960-talslåtar som aldrig släpptes som singel (utom i Japan). Dess popularitet har gjort att den ändå funnits med på senare samlingsskivor med gruppen så som Hot Rocks, 1964-1971 (1971), Rolled Gold+: The Very Best of the Rolling Stones (1975), och Forty Licks (2002).